# Onthophagus tumidulus
Onthophagus tumidulus là một loài bọ cánh cứng trong họ Bọ hung (Scarabaeidae).